# IK del Pegàs
IK del Pegàs (IK Pegasi) és un sistema estel·lar binari situat a la constel·lació del Pegàs. Es troba a aproximadament 154 anys llum del sistema solar i amb prou feines és prou lluminós per ser observat a ull nu.
L'estrella primària (IK del Pegàs A) és una estrella de seqüència principal de tipus A que presenta pulsacions menors de lluminositat. Es tracta d'una estrella variable Delta Scuti amb un cicle de variació de la lluminositat que es repeteix unes 22,9 vegades al dia. La seva companya (IK del Pegàs B) és una nana blanca massiva que s'ha expandit més enllà de la seqüència principal i ha deixat de generar energia per fusió nuclear. Ambdues estrelles orbiten, una al voltant de l'altra, completant una volta cada 21,7 dies, amb una separació mitjana d'uns 31 milions de quilòmetres, o 0,21 unitats astronòmiques (UA). La seva òrbita és menor que la de Mercuri al voltant del Sol.
IK del Pegàs B és el millor candidat conegut a supernova. Quan l'estrella primària comenci a evolucionar cap a una gegant vermella, s'espera que el seu radi provoqui que la nana blanca iniciï un procés d'acreció des del gegant en expansió. Quan la nana blanca s'apropi al límit de Chandrasekhar d'1,44 masses solars, explotarà en una supernova tipus Ia.

## Observació
Aquest sistema estel·lar va ser catalogat en el Bonner Durchmusterung ('Catàleg Astromètric de Bonn') de 1862 com BD +18°4794B. Va aparèixer posteriorment en el Harvard Revised Photometry Catalogue d'Edward Charles Pickering de 1908 com a HR 8210. La designació «IK Pegasi» pertany a l'estesa nomenclatura per estrelles variables proposta per Friedrich W. Argelander.
L'examen espectrogràfic d'aquesta estrella va mostrar el canvi en la línia espectral característic d'un sistema estel·lar binari. Aquest canvi es produeix quan les seves òrbites porten a les estrelles del conjunt a allunyar-se i apropar-se respecte de l'observador, produint una variació en la longitud d'ona de la línia per efecte Doppler. La mesura d'aquest canvi permet als astrònoms determinar la velocitat orbital relativa d'almenys una de les estrelles, encara que no la dels components individuals.
En 1927, l'astrònom canadenc William E. Harper va emprar aquesta tècnica per mesurar el període d'aquesta binària espectroscòpicament i la va determinar en 21,724 dies. Va estimar l'excentricitat orbital inicialment en 0,027 (estimacions posteriors van donar una excentricitat d'essencialment zero que és el valor per a una òrbita totalment circular). La velocitat d'amplitud va ser estimada en 41,5 km/s, que és la velocitat màxima del component primari segons la línia d'observació que va d'aquest al sistema solar.
La distància existent fins al sistema IK del Pegàs es pot calcular directament mitjançant l'observació de les minúscules variacions en el paral·laxi d'aquest sistema (en contrast amb el fons estel·lar més allunyat) mentre la Terra orbita al voltant del Sol. Aquestes variacions o modificacions van ser calculades de manera altament precisa pel satèl·lit astromètric Hipparcos, obtenint una distància aproximada de 150 anys llum (amb una exactitud de ±5 anys llum). El mateix satèl·lit va mesurar també el moviment propi d'aquest sistema. Aquest és el petit moviment angular d'IK del Pegàs en el cel a causa del seu moviment a l'espai.
La combinació de la distància i el moviment propi d'aquest sistema es poden utilitzar per calcular la velocitat transversal d'IK del Pegàs en 16,9 km/s. El tercer component, la velocitat radial heliocèntrica, pot obtenir-se a través del corriment roent de l'espectre estel·lar. El General Catalogue of Stellar Radial Velocities (Catàleg general de velocitats radials estel·lars) assenyala una velocitat radial de -11,4 km/s per a aquest sistema. La combinació d'aquests dos moviments produeix una velocitat espacial de 20,4 km/s en relació amb el Sol.
Es va intentar fotografiar els components individuals d'aquest sistema binari emprant el Telescopi espacial Hubble, però les estrelles estaven massa juntes per poder distingir-les. Càlculs recents amb el telescopi espacial EUEVE (o 'Explorador Ultraviolat Extrem') van donar un període orbital més precís de 21,72168 ± 0,00009 dies. La inclinació del plànol orbital d'aquest sistema s'estima que està pràcticament clavat en 90° vist des de la Terra. En aquest cas seria possible observar un eclipsi.

## Component A
El diagrama de Hertzsprung-Russell (o diagrama H-R) és un diagrama amb els eixos de lluminositat i tipus espectral emprat per a un grup d'estrelles. IK del Pegàs A és actualment una estrella de seqüència principal, un terme emprat per descriure un grup gairebé lineal d'estrelles amb nucli de fusió d'hidrogen segons la seva posició en el diagrama H-R. No obstant això, IK del Pegàs A es troba en una banda estreta i vertical del diagrama H-R coneguda com la línia inestable. Les estrelles d'aquesta banda oscil·len d'una manera coherent, resultant en pulsacions periòdiques en la lluminositat de l'estrella.
Les pulsacions resulten d'un procés conegut com el mecanisme κ. Una part de l'atmosfera externa de l'estrella es torna òpticament gruixuda a causa de la ionització parcial de certs elements. Quan aquests àtoms perden un electró, la probabilitat que absorbeixin energia augmenta. Això resulta en un augment de la temperatura que causa que l'atmosfera s'expandeixi. Aquesta atmosfera inflada es torna menys ionitzada i perd energia, fent que es refredi i torni a reduir-se de grandària. El resultat d'aquest cicle és una pulsació periòdica de l'atmosfera i una variació corresponent de la lluminositat.

Les dimensions relatives d'IK del Pegàs A (esquerra), B (a baix al centre) i el Sol (dreta).

Les estrelles que es troben a la zona de la línia inestable que creua la seqüència principal es denominen variables Delta Scuti. Reben el seu nom de l'estrella prototip per a aquestes variables, Delta Scuti. Les variables Delta Scuti típicament oscil·len en la classificació estel·lar d'A2 a F8, i d'una lluminositat estel·lar de III (subgegants) a V (estrelles de la seqüència principal). Hi ha variables de curt període que tenen un ritme de pulsació regular entre 0,025 i 0,25 dies. Les estrelles Delta Scuti tenen un gran nombre d'elements similars als del Sol (vegeu estrelles d'índex I) i entre 1,5 i 2,5 masses solars. El ritme de pulsacions d'IK del Pegàs A s'ha calculat en 22,9 cicles al dia, o una vegada cada 0,044 dies.
Els astrònoms defineixen la metal·licitat d'una estrella com l'abundància d'elements químics que tenen un nombre atòmic superior a l'heli. Això es calcula per mitjà d'una anàlisi espectroscòpica de l'atmosfera, seguit d'una comparació amb els resultats esperats de models estel·lars computeritzats. En el cas d'IK del Pegàs A, l'abundància de metall estimat és de [M/H] = +0,07 ± 0,20. Aquesta notació permet obtenir el logaritme de la proporció d'elements metàl·lics (M) davant de la proporció d'hidrogen (H), menys el logaritme de la proporció de metall del Sol (així, si l'estrella iguala l'abundància de metall del Sol, aquest valor serà zero). Un valor logarítmic de 0,07 és equivalent a una proporció de metal·licitat d'1,17, per la qual cosa l'estrella seria un 17% més rica en elements metàl·lics que el Sol. No obstant això, el marge d'error d'aquest resultat és bastant gran.
L'espectre d'estrelles de classe A, com és el cas d'IK del Pegàs A, mostren fortes línies de Balmer d'hidrogen al costat de línies d'absorció de metalls ionitzats, incloent-hi la línia K de calci ionitzat (Ca II) en una longitud d'ona de 393,3 nm. L'espectre d'IK del Pegàs A es classifica com Am marginal (o «Am:»), la qual cosa significa que mostra les característiques d'una classe espectral A però que està lleugerament metal·litzada. És a dir, l'atmosfera d'aquesta estrella mostra lleugeres (però anòmales) línies d'absorció, per als isòtops metal·litzats, una mica més forts del normal. Les estrelles del tipus espectral Am són freqüentment membres de binàries properes amb un company d'aproximadament la mateixa massa, com és el cas d'IK del Pegàs.
Les estrelles de classe espectral A so més calents i massives que el Sol. Però, a conseqüència d'això, la seva mitjana de vida en la seqüència principal és corresponentment breu. Per a una estrella d'una massa similar a la d'IK del Pegàs A (1,65 solars), la seva esperança de vida en la seqüència principal és de 2–3 × 10⁹ anys, la qual cosa suposa aproximadament la meitat de la vida actual del Sol.
Pel que fa a la massa, la relativament jove Altair és l'estrella més propera al Sol que posseeix un component estel·lar A anàleg— s'estima que té 1,7 vegades la massa solar. El sistema binari en el seu conjunt té algunes similituds amb el proper sistema de Sírius, que té una primària de classe A i una companya nana blanca. No obstant això, Sírius A és molt més massiu que IK del Pegàs A, i l'òrbita de la seva companya és més extensa, amb un semieix major de 20 ua.

## Component B
L'estrella companya és una nana blanca densa. Aquesta categoria d'objecte estel·lar ha arribat al final de la seva vida evolutiva i ja no genera energia mitjançant fusió nuclear. En el seu lloc, i en circumstàncies normals, una nana blanca irradiarà de manera estable l'energia que li queda, tornant-se freda i perdent lluminositat al cap d'uns quants milers de milions d'anys.

### Evolució
Gairebé totes les estrelles de massa petita o intermèdia (de menys de nou masses solars) acabaran convertint-se en nanes blanques una vegada hagin consumit les seves reserves de combustible termonuclear. Aquestes estrelles han estat, durant la major part de les seves vides productores d'energia, estrelles de la seqüència principal. El lapse de temps que una estrella roman en la seqüència principal depèn principalment de la seva massa (amb la seva esperança de vida disminuint en augmentar la seva massa). D'aquesta manera, perquè IK del Pegàs B es convertís en una nana blanca abans que el component A, va haver de ser en el passat molt més massiva. De fet, es pensa que el progenitor d'IK del Pegàs B havia tingut entre 5 i 8 masses solars.
En consumir-se l'hidrogen del nucli del progenitor d'IK del Pegàs B, aquest va anar evolucionant a una gegant vermella. El nucli intern es va contreure fins que l'hidrogen va començar a cremar-se en la capa que envoltava el nucli d'heli. Per compensar aquest augment de la temperatura, la capa exterior es va expandir diverses vegades el seu radi com a nucli d'estrella de la seqüència principal. Quan el nucli va adquirir una temperatura i densitat en les quals l'heli podia començar la seva fusió, aquesta estrella es va contreure i es va convertir en el que es coneix com una estrella de branca horitzontal, és a dir, pertanyent a un grup d'estrelles que a grans trets formen una línia horitzontal en el diagrama H-R. La fusió de l'heli va formar un nucli inert de carboni i oxigen. Quan en el nucli l'heli es va consumir per complet, es va formar una capa de combustió d'heli (a més de la de carboni formada prèviament), i l'estrella es va desplaçar al que els astrònoms denominen la branca asimptòtica de les gegants, o RAG. Si tingués la suficient massa, amb el temps el procés de combustió del carboni podria recomençar en el nucli, i produir oxigen, neó i magnesi.
La capa externa d'una geganta vermella o estrella RAG pot expandir-se diversos centenars de vegades el radi del Sol, ocupant un radi d'uns 5 × 108 km (3 U.A.) en el cas de l'estrella polsadora RAG Mira. Això va més enllà de la separació que existeix actualment entre les dues estrelles d'IK del Pegàs, així que durant aquest període ambdues van compartir una capa en comú. A conseqüència d'això, l'atmosfera exterior de la companya més petita (A) podria haver rebut increments d'isòtops.

Evolució d'IK del Pegàs

Cert temps després de la formació del nucli inert d'oxigen i carboni (o oxigen, carboni i magnesi), es va reprendre la fusió termonuclear al llarg de les dues capes concèntriques a la regió del nucli: l'hidrogen es cremava en la capa més externa mentre que la fusió d'heli ocorria al voltant del nucli inert. No obstant això, aquesta fase de la doble capa és inestable, amb el que es van produir polsos termals que van causar ejeccions de massa a gran escala de la capa externa de l'estrella. Aquest material expulsat va formar un núvol immens que es denomina nebulosa planetària. Tota la capa d'hidrogen, a excepció d'una petita fracció, es va anar allunyant de l'estrella, deixant enrere una nana blanca romanent composta principalment pel nucli inert.

### Composició i estructura
L'interior d'IK del Pegàs B podria estar compost per complet de carboni i oxigen però, alternativament, si el seu progenitor va passar pel procés de combustió del carboni, podria tenir un nucli d'oxigen i neó envoltat d'una coberta enriquida amb carboni i oxigen. En qualsevol cas, l'exterior d'IK del Pegàs B està cobert per una atmosfera d'hidrogen gairebé pur, per la qual cosa aquesta estrella es classifica com a DA. A causa de l'elevada massa atòmica, l'heli existent en la coberta s'enfonsarà per sota de la capa d'hidrogen. La totalitat de la massa de l'estrella es recolza en la pressió de degeneració dels electrons (una força causada pel principi d'exclusió de Pauli, que prohibeix que els constituents d'una estrella estiguin en un mateix estat quàntic i, per tant, limita la quantitat de matèria que pot trobar-se en un determinat volum).

Radi teòric d'una nana blanca segons la seva massa. La corba vermella és per a un model de gas d'electrons relativista.

Amb 1,5 masses solars aproximades, es considera que IK del Pegàs B és una nana blanca de massa elevada. A pesar que el seu radi no ha estat observat de manera directa, es pot estimar a partir de relacions teòriques conegudes entre la massa i el radi de les nanes blanques, obtenint un valor d'aproximadament 0,60% del radi del Sol. D'aquesta forma, aquesta estrella acumula una massa major que el Sol en un volum més o menys de la grandària de la Terra, la qual cosa ens indica l'extrema densitat d'aquest objecte.
La naturalesa massiva i compacta d'una nana blanca produeix una gravetat superficial forta. Els astrònoms denoten aquest valor amb el logaritme decimal de la força gravitacional en unitats cgs, o log g. Per IK del Pegàs B, log g és 8,95. Per comparar, el log g de la Terra és de 2,99. Així que la gravetat superficial en IK del Pegàs és unes 900.000 vegades la força gravitacional a la Terra.
La temperatura superficial efectiva en IK del Pegàs B s'estima en uns 35.500 ± 1.500 K, convertint-la en una poderosa font de radiació ultraviolada. En condicions normals, aquesta nana blanca continuarà refredant-se durant més de mil milions d'anys, mentre el seu radi es mantindria essencialment sense canvis.

## Evolució futura

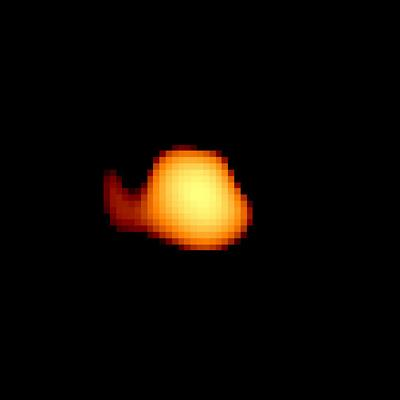
Aquesta imatge del Telescopi espacial Hubble mostra la fluctuació AGB (Branca asimptòtica de les gegants) de l'estrella Mira.

En un document de 1993, David Wonnacott, Barry J. Kellett i David J. Stickland van identificar aquest sistema com un candidat a evolucionar convertint-se en una supernova Tipus Ia o en una estrella cataclísmica variable. A una distància de 150 anys llum, aquest sistema és la candidata més ben coneguda que es pot convertir en la supernova més propera a la Terra. No obstant això, en el temps que emprarà el sistema per evolucionar a l'estat de supernova, s'haurà desplaçat una distància considerable pel que fa a la Terra i no suposarà cap amenaça. Una supernova necessitaria estar aproximadament a 26 anys llum de la Terra per efectivament destruir la capa d'ozó de la Terra, la qual cosa incidiria severament en la biosfera del planeta.
En algun moment, IK del Pegàs A consumirà l'hidrogen del seu nucli i començarà a evolucionar lluny de la seqüència principal, fins a formar un gegant vermell. La grandària d'un gegant vermell pot ascendir a dimensions importants, estenent fins a unes cent vegades el seu radi previ (o més). Una vegada IK del Pegàs A s'hagi expandit el seu diàmetre sobrepassarà el Lòbul de Roche de la seva companya, formant-se un disc d'acreció gasós al voltant de la nana blanca. Aquest gas, compost principalment d'hidrogen i heli, anirà a parar a la superfície de la seva companya. Aquest trasllat massiu de matèria entre les estrelles ocasionarà també la reducció de la seva òrbita mútua.
Sobre la superfície de la nana blanca, l'acreció gasosa pot arribar a ser comprimida i escalfada. En algun moment el gas acumulat pot arribar a les condicions necessàries perquè es dugui a terme la fusió de l'hidrogen, produint una reacció veloç que desplaçarà una porció del gas des de la superfície. Això resultaria en una (recurrent) explosió de nova –una estrella variable cataclísmica– i la lluminositat de la nana blanca augmentaria ràpidament diverses magnituds durant un període de diversos dies o mesos. Un exemple d'un sistema estel·lar similar podria ser RS Ophiuchi, un sistema binari format per una geganta vermella i una companya nana blanca. RS Ophiuchi ha esclatat com una nova (recurrent) almenys en sis ocasions, cada vegada disminuint la massa crítica d'hidrogen necessària per a una explosió.
És possible que IK del Pegàs B segueixi un patró similar. No obstant això, per poder acumular massa, només pot ser expulsada una porció del gas acrescut, amb el que amb cada cicle la nana blanca augmentaria la seva massa de manera gradual. Així, fins i tot encara que es comportés com una nova recurrent, IK del Pegàs B podria continuar acumulant una capa creixent.

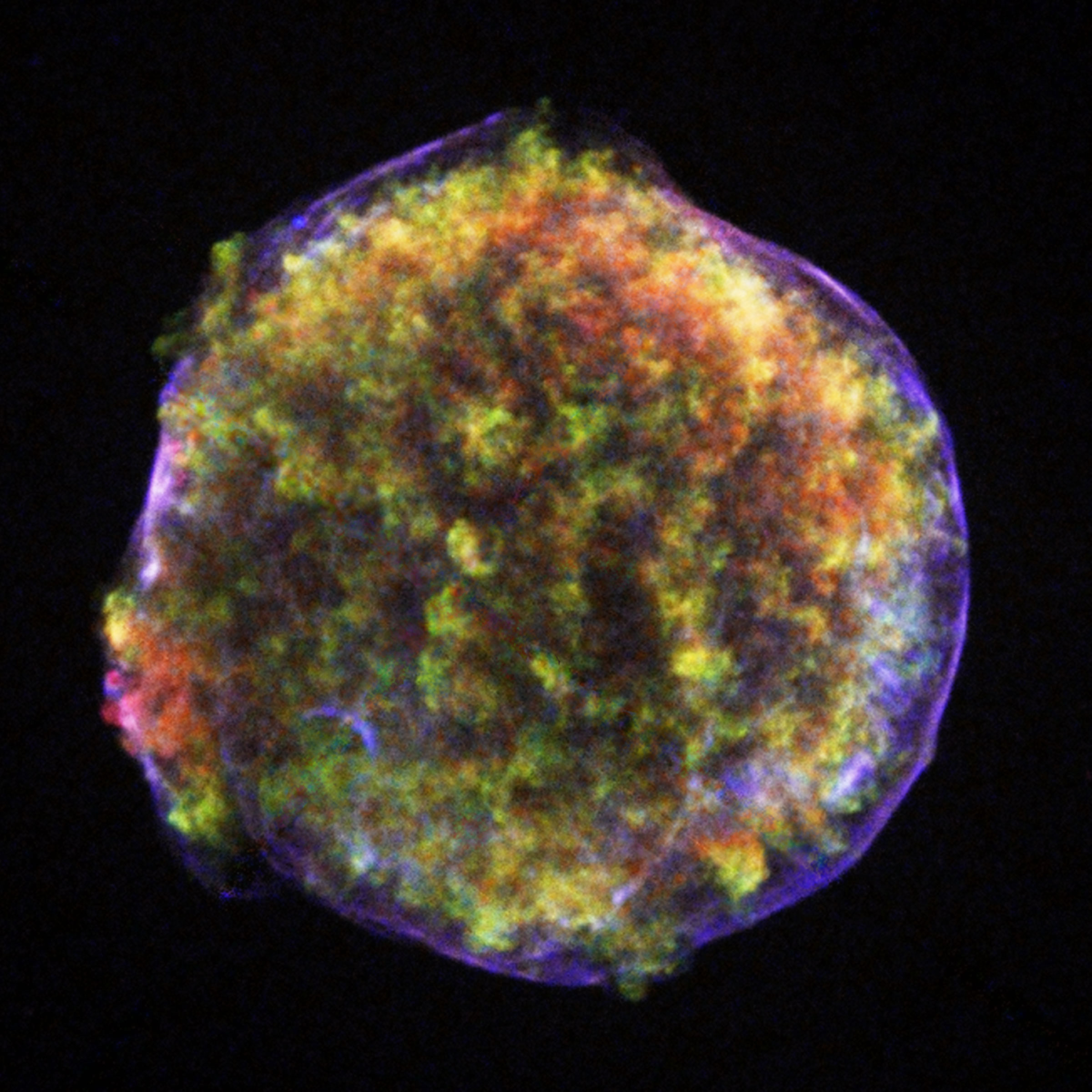
Imatge en raigs X de la romanent de la Supernova 1572 (la Nova de Tycho), una supernova de tipus Ia observada el 1572 per l'astrònom danès Tycho Brahe. (font: ASA/CXC/Rutgers/J. Warren, J.Hughes et al.)

Un model alternatiu que permet a la nana blanca acumular de manera estable massa sense convertir-se en nova es denomina la binària propera font de raigs X supersuaus (CBSS). En aquest escenari, el ritme de transferència de massa a la propera nana blanca binària és tal que la combustió de fusió regular pot mantenir-se en la superfície mentre l'oxigen que arriba es consumeix en la fusió termonuclear per produir heli. Aquest tipus de fonts supersuaus consisteixen en nanes blanques de gran massa amb temperatures superficials molt elevades (0.5–1 × 10⁶ K).
Si la massa de la nana blanca assolís el límit de Chandrasekhar d'1,44 masses solars, la pressió de degeneració dels electrons deixarà de recolzar-la i començarà a col·lapsar-se. Amb un nucli compost principalment d'oxigen, neó i magnesi, la nana blanca que es col·lapsa segurament formarà una estrella de neutrons. En aquest cas, només una fracció de la massa de l'estrella serà expulsada com a resultat del procés. No obstant això, si el nucli està compost de carboni-oxigen, el col·lapse farà que una porció substancial de l'estrella sofreixi una fusió nuclear en un curt període. Això seria suficient perquè l'estrella es desfés i es formés una cataclísmica explosió de supernova tipus Ia.
Tot i així, no és probable que aquesta supernova causi danys a la Terra. Es pensa que l'estrella primària, IK del Pegàs A, té molt poques probabilitats d'evolucionar a geganta vermella en un futur proper. Com s'ha mostrat anteriorment, la velocitat espacial d'aquesta estrella relativa al Sol és de 20,4 km/s. Això equival a moure's una distància d'un any llum cada 14.700 anys. Al cap de 5 milions d'anys, per exemple, aquesta estrella s'haurà allunyat uns 500 anys llum del Sol. Això es troba fora del radi en què es creu que una supernova tipus Ia pugui ser perjudicial.
Després de l'explosió de la supernova, el romanent de l'estrella donant (IK Pegasus A) continuaria amb la velocitat final que tingués quan era membre d'un sistema orbital binari proper. La velocitat relativa resultant podria ser tant elevada com de 100–200 km/s, la qual cosa la col·locaria entre els objectes de gran velocitat de la galàxia. La companya també hauria perdut una mica de massa durant l'explosió, i la seva presència podria crear un espai entre les restes que s'expandirien. Des d'aquest moment en endavant, evolucionaria a una estrella nana blanca solitària. L'explosió supernova crearà un romanent de material o restes expandides que eventualment es fusionaran amb el medi interestel·lar.